# عملة يوان شيكاي
ابتداءً من عام 1914، سُكت العُملات الفضية التي تَحمل صورة الرئيس الصيني والزعيم العسكري يوان شيكاي في جميع أنحاء جمهورية الصين لتحل محل العُملات الإمبراطورية السابقة. كان الدولار يوان شيكاي (المعروف أيضًا باسم "دولار الرجل السمين" من قبل هواة الجمع، من الكلمة الصينية (袁大头; yuán dàtóu; 'big head dollar') هو الأكثر شهرة وعددًا من هذهِ العُملات، وظل قيد الإنتاج لفترة طويلة بعد وفاة يوان في عام 1916. صُممت هذهِ العُملة من قبل النقاش لويجي جيورجي من دار سَك العُملة في تيانجين، وهي تحتوي على تمثال نصفي ليوان يرتدي زيًا عسكريًا على الوجه، مع إكليل من الحبوب وفئة يوان واحد على الوجه الخلفي. وقد استخدم لاستبدال دولار التنين الإمبراطوري والدولارات الفضية الأجنبية المختلفة المتداولة في الصين.
انتجت عُملات الدولار بشكل مُنتظم من قِبل دور سك العُملة المختلفة في جميع أنحاء الصين من عام 1914 إلى عام 1928، وبلغ إجمالي الإنتاج أكثر من مليار عُملة. حتى عام 1920، كانت جميع العُملات المعدنية تحمل تأريخ السنة الجمهورية الثالثة (1914 م) بغض النظر عن سنة إنتاجها الفعلية. أنتجت بعض دور سك العُملة عُملات معدنية تحمل تواريخ جديدة خلال عشرينيات القرن العشرين، ولكن هذه التواريخ تزامنت مع تأريخ الإنتاج بشكل عَرضي فقط؛ حيث أنتجت العديد من دور سك العُملة عُملات معدنية بتواريخ مختلفة، مع إمكانية استخدام تواريخ معينة كعلامات دار سك العملة. بعد الحملة الشمالية، أوقفت الحكومة القومية الناشئة إنتاج العُملات المعدنية لصالح الدولار التذكاري. ومع ذلك، استمر التداول الإقليمي وإنتاج العُملة المعدنية، مع إنتاج نماذج ذات جودة أقل في مقاطعة قانسو والمناطق الخاضعة لسيطرة الشيوعيين خلال ثلاثينيات القرن العشرين. انخفض الإنتاج بسبب التخلي عن معيار الفضة في عام 1935، لكنه عاد استجابة للتضخم المفرط خلال الحرب الأهلية الصينية، طُرحت كمية كبيرة من العُملات المعدنية في كانتون في عام 1949. وأعادت جمهورية الصين الشعبية إنتاج العُملة المعدنية مرة أخرى في منتصف الخمسينيات من القرن العشرين للتداول في التبت التي ضُمت حديثًا.

## الخلفية والإبداع
ردًا على التداول الواسع النطاق للعُملات الفضية الأجنبية في الإمبراطورية الصينية طوال القرن التاسع عشر، وافق على الإنتاج المحلي لعُملات اليوان الفضية، والتي غالبًا ما يُشار إليها باسم دولارات التنين، من قِبل نائب الملك ليانجوانج تشانغ تشيدونج. دخل الإنتاج الأول في مقاطعة قوانغدونغ في عام 1889. كانت هذهِ أول عُملات فضية انتجت آليًا على نطاق واسع في الصين، على الرغم من فشلها في التنافس مع الفضة الأجنبية. بعد عقود من الجدل بين معايير الفضة والذهب، فضلاً عن المنافسة بين أوزان اليوان، والتيل، اعتمدت الحكومة اليوان الفضي كوحدة أساسية للعُملة في عام 1910.
بعد ثورة 1911 وانهيار أسرة تشينغ، أعادت حكومة بييانغ التأكيد على أن اليوان هو الوحدة الأساسية للعُملة في عام 1913. أصبح دار سك العُملة المركزية في تيانجين غير صالحة للعمل أثناء الثورة، مما أدى إلى تقييد العُملة المبكرة للجمهورية إلى مخزونات موجودة بالفِعل من دولارات التنين وإصدارات إقليمية مُختلفة. بحلول أوائل عام 1914، أعادت وزارة المالية فتح دار سك العُملة المركزية، واستأنفت إنتاج العُملات المعدنية بتصميم دولار التنين القديم. إنتج دولارين فضيين، يَحملان صورة الرئيس صن يات صن ونائب الرئيس لي يوان هونغ ، في عام 1912، وكانا بمثابة عُملات تذكارية بشكل أساسي مع تداول فعلي محدود. في عام 1914، فرض قانون العطاء القانوني (國幣條例; Guóbì tiáolì) إنتاج العُملات الفضية المحلية من أجل استبدال العُملات الأجنبية.
بدأ إنتاج الدولار الفضي المركزي في نهاية عام 1914. وقد ظَهرت فيه صورة للرئيس الحالي، يوان شيكاي، وهو جنرال سابق في أسرة تشينغ شغل منصب رئيس حكومة بييانغ في جمهورية الصين المبكرة. ظلت العُملة المعدنية قيد الإنتاج بعد تولي يوان منصب إمبراطور هونغ شيان في عامي 1915 و 1916 ووفاته في 6 يونيو/حزيران 1916.

### التصميم والمواصفات
كان أول تَصميم لعُملة دولار تَحمل صورة يوان شيكاي، وهو دولار فضي تِذكاري غير مُتداول يحمل تمثال نصفي أمامي للرئيس يرتدي زيًا عسكريًا وقبعة مزينة بالريش، من إنتاج لويجي جيورجي، النقاش الرئيسي في دار سك العُملة في تيانجين، في عام 1914. بعد ذلك، صَمم جيورجي تصميمًا نمطيًا لإصدار قياسي، يُصور يوان في نصف ملف تعريف بدون قبعة. استندت هاتان الصورتان على صور يوان، حيث لم يره جيورجي شخصيًا. بعد أن قَدم جيورجي نموذجًا لعُملة معدنية إلى يوان، اعتبر تصويره غير دقيق وغير جذاب، وحصل على إذن لإنتاج تصميم آخر للعُملة المعدنية.
يتضمن التصميم النهائي للإصدار القياسي منظرًا جانبيًا ليوان شيكاي متجهًا إلى اليسار على الوجه. صُور وهو يرتدي زيًا عسكريًا وقصة شعر قصيرة، على الرغم من أن بعض القوالب غير القياسية تُصوره أصلعًا. على الوجه الخلفي، المأخوذ من النمط الأصلي الصادر، مكتوب قيمة العُملة المعدنية وهي يوان واحد (壹圓; Yī yuán)، مُحاطة بإكليل من الحبوب- الشعير على الأرجح.
العُملة هي 39 مـم (1.5 بوصة) في القطر و 2.66 مـم (0.10 بوصة) سميكة. إنها تحتوي على حافة مطحونة. يختلف وزن العُملات المعدنية بعدة حبيبات، مما يؤدي إلى اختلاف المصادر حول وزنها القياسي. وكان وزنها الرسمي 72 كاندارين، أو 72% من وزن تايل كوبينج. كان تعريف تايل كوبينج غير متسق أثناء عهد أسرة تشينغ، ولكن تَوحد على إنه 37.301 غ (1.316 أونصة) في أواخر عام 1914، مما أدى إلى وزن العُملة المعدنية بما يعادل 414.45 حبة (26.857 غرام). سمحت قوانين العُملة في ظل الجمهورية باختلاف في الوزن قدره 3‰ (0.08 غرام)، على الرغم من أن وزن العُملات المعدنية كان غالبًا ما يقع خارج النطاق القانوني في الممارسة العملية. كان المقصود في البداية أن تكون نقائصها 0.90؛ ومع ذلك، نظرًا لأن إعادة سكها تضمنت كميات كبيرة من الدولارات الفضية الإمبراطورية التي سُكت إقليميًا، والتي كانت غالبًا ذات جودة ونقاوة أقل، فقد خُفضت إلى 0.89.

### الفئات الأخرى
موافقوا على فئات أصغر تَستخدم نفس التصميم إلى جانب الدولار، ودخلت الإنتاج في نفس العام؛ وتتكون من قطع بقيمة خمسين سنتًا (نصف دولار)، عشرين سنتًا، وعشرة سنتات. لقد سُكت بكميات أصغر من عُملات الدولار. تتميز هذه العُملات المعدنية ذات الفئة الأقل بنفس تصميم الوجه، مع فئاتها الخاصة داخل الإكليل على الجانب الخلفي. لقد ضُربت بدرجة دقة أقل من 0.70. تأخر إنتاج هذه الفئات حتى سبتمبر/أيلول 1916 للسماح بتداول الدولار كوحدة أساسية للعُملة. قبل ذلك، كانت القطع النقدية الإقليمية فئة العشرين سنتًا المنتجة في كانتون وموكدين تلبي الطلب على العُملات الصغيرة.
حَددت قوانين إصلاح العُملة لعام 1914 إنتاج عُملات معدنية من فئة خمسة سنتات من النحاس والنيكل تتكون من 75% من النحاس؛ ونتجت العُملات المعدنية ذات النمط في دار سك العُملة في تيانجين في ذلك العام باستخدام نفس التصميم. ومع ذلك، اُعتُبرت عُملات النيكل غير جديرة بالثقة بين عامة الناس، ولم تداول هذهِ الأنماط أبدًا. اُثبتت أنماط أخرى بقيمة خمسة سنتات من تصميم يوان شيكاي في الفضة، النحاس، والقصدير، على الأرجح كقطع اختبار أو تحليل.
في عام 1919، قام وزير المالية كاو رولين بالتحقق من احتمال إدخال عُملة ذهبية موحدة. أنتجت دار سك العُملة في تيانجين عُملات ذهبية من فئة العشرة دولارات والعشرين دولارًا بنسخة مُعدلة مِن تصميم يوان شيكاي. يتضمن وجه العُملات المعدنية صورة محاطة بتصميم زخرفي، بينما يتضمن الوجه الخلفي النقش، وتأريخ السنة الثامنة. وقد انتجت بأعداد صغيرة نسبيًا ولم تُداول أبدًا. وتوقف البرنامج، بدلاً من ذلك حُصل عليها من قبل هواة الجمع.

## تاريخ الإنتاج

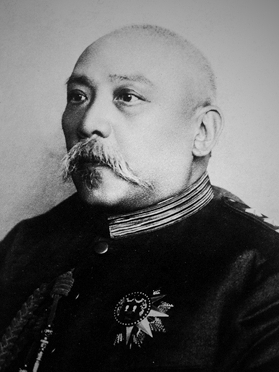
يوان شيكاي ، 1916

بدأ إنتاج الدولارات في دار سك العُملة في تيانجين في ديسمبر/كانون الأول 1914. وتبع ذلك إنشاء دار سك العُملة في نانجينغ في يناير/كانون الثاني 1915، إلى جانب دار سك العُملة في كانتون في وقت ما من نفس العام. بدأت مدينة ووتشانغ إنتاج العُملة المعدنية في عام 1916، إلى جانب مجموعة صغيرة نسبيًا من العُملات المعدنية في موكدين. التواريخ الموجودة على العُملات المعدنية، والموضحة في تقويم جمهورية الصين، غير متسقة ونادراً ما تعكس السنة الفعلية التي سُكت العُملة المعدنية فيها. من عام 1914 إلى عام 1919، وضعت علامة على جميع العُملات المعدنية في السلسلة باعتبارها السنة 3 (1914). بدأت دور سك العُملة في إنتاج العُملات المعدنية بتواريخ جديدة في عام 1920 (السنة 9)، على الرغم من أن دور سك العُملة المختلفة كانت تضع علامة عليها بالسنة 8 أو 9 أو 10، وفي السنوات التالية لم تقم أي دار سك عُملة بتحديث التأريخ باستمرار ليتناسب مع سنة الإنتاج.
وثق الدولارات للسنة 3، 8، 9، أو 10؛ القطع ذات العشرين سنتًا للسنوات 3 و 5 و 9؛ والقطع ذات العشرة سنتات للسنوات 3 و5. جميع نصف الدولارات مؤرخة بالسنة الثالثة في حين أن دولارات السنة الثالثة تُقرأ (年三國民華中)( (Nián sān guómín huázhōng; 'Year 3 of the Republic of China') فإن الإصدارات اللاحقة من الدولار تضيف الحرف (造)( (Zào)، مع التواريخ بالتنسيق (造年十國民華中) ('Made Year 10 of the Republic of China'). بحلول عام 1922، كانت مُعظم دور سك العُملة التي تنتج دولار يوان شيكاي تنتج العملة بتأريخ مختلف. كانت هذهِ العلامات مخصصة كوسيلة لتحديد دار سك العُملة التي أنتجت عُملة معينة، وتعمل وظيفيًا كعلامات دار سك العملة. ذكرت المبشرة ميلدريد كابل أن دولارات يوان شيكاي كانت متداولة في قانسو في عام 1926، ولكن فقط العُملات المعدنية التي تحمل تواريخ السنة الثالثة كانت مقبولة بالقيمة الكاملة، حيث نُظر إلى التواريخ التي تلت وفاة يوان بريبة.
بحلول عام 1917، بدأت البنوك الصينية تشعر بعدم الارتياح تِجاه العُملات المعدنية، حيث دخلت الدولارات التي كانت خارج الوزن والدقة المقررين قانونًا إلى التداول. كانت هذهِ المشكلة مقتصرة على دار سك واحدة أو اثنتين فقط، ولكن بسبب تطابق القوالب بين دور السك المختلفة، لم يكن مِن الممكن تتبع العُملات المعدنية المُثيرة للمشاكل إلى أصل معين. قُدمت الشكاوى إلى وزارة المالية في أكتوبر/تشرين الأول 1917، ولكن لم يُفعل الكثير لحل المشكلة، حيث أدى عصر أمراء الحرب والخسارة المستمرة لسُلطة حكومة بييانغ إلى تقليل الرقابة على العُملات المعدنية.
في عام 1920، بدأت دار سك العُملة في هانغتشو في إنتاج العُملة المعدنية نيابة عن بنك الصين وبنك الاتصالات. وفي عام 1924، بدأت دار سك العُملة في أنكينج بإنتاج العُملة المعدنية أيضًا بكميات صغيرة. بدأ إنتاج أنكينج في الزيادة بشكل كبير في عام 1924، حيث انتجت ملايين العُملات المعدنية من السنة الثامنة التي خُفضت قيمتها بشكل كبير، والتي ضُربت بدرجة نقاء تتراوح بين 0.74 و 0.83. اغلق هذا الدار في عام 1926. وقد أنتجت إحدى دور سك العُملة في فوزهو، التي كانت تنتج في السابق قطعاً إقليمية بقيمة عشرين سنتاً، كميات كبيرة من دولارات يوان شيكاي في عام 1924 أو 1925. لا يُعرف سوى القليل عن عُملات فوتشو باستثناء أنها كانت تُسك من فضة دون المستوى المطلوب.
أنتجت دار سك العُملة موكدين هذهِ العُملة بدرجة نقاء 0.73 ليوم واحد في يونيو/حزيران 1926، بعد أن توقفت سابقًا عن إنتاج العُملة منذ إنتاجها البسيط قَبل عقد من الزمان. وتُشير التقارير إلى أن الدار أنتجت هذه العُملة في عامي 1927 و 1928، وقد شُحن مُعظمها خارج منشوريا لاستخدامها في بكين. من المرجح أن الإنتاج في موكدين عاد في هذا الوقت بسبب احتلال زعيم عصابة فنغتيان، تشانغ زولين، لبكين من عام 1926 إلى عام 1928. في فبراير/شباط 1929، بعد الحملة الشمالية وهزيمة الحكومة القومية لتشانغ، صدرت أوامر للدار بالتحول إلى إنتاج إعادة شطب الدولار التذكاري الذي أصدره صن يات صن عام 1912.
| التاريخ | تيانجين    | نانجينغ    | كانتون    | ووتشانغ    | موكدين     | هانغتشو    |
| ------- | ---------- | ---------- | --------- | ---------- | ---------- | ---------- |
| 1915    | 38,500,000 | 30,000,000 | 2,500,000 | –          | –          | –          |
| 1916    | 35,500,000 | 24,000,000 | 3,000,000 | 11,500,000 | 500,000    | –          |
| 1917    | 21,000,000 | 20,000,000 | –         | 6,500,000  | –          | –          |
| 1918    | 20,500,000 | 35,000,000 | –         | 15,000,000 | –          | –          |
| 1919    | 41,500,000 | 38,000,000 | –         | 23,000,000 | –          | –          |
| 1920    | 29,000,000 | 52,000,000 | –         | 16,500,000 | –          | 12,000,000 |
| 1921    | 7,000,000  | 15,500,000 | –         | 4,500,000  | –          | –          |
| 1922    | 2,000,000  | 25,500,000 | –         | 3,000,000  | –          | 39,000,000 |
| 1923    | 8,000,000  | 58,000,000 | –         | 1,000,000  | –          | 60,500,000 |
| 1924    | –          | 7,500,000  | –         | –          | –          | 7,500,000  |
| 1925    | 7,000,000  | 31,500,000 | –         | 2,500,000  | –          | 78,000,000 |
| 1926    | –          | 29,000,000 | –         | 500,000    | 18,500,000 | 29,500,000 |
| 1927    | 29,000,000 | 16,000,000 | –         | –          | 18,500,000 | –          |
| 1928    | 16,500,000 | –          | –         | –          | 18,500,000 | –          |

## الاقتصاد
في عام 1915، توقفت جمعية مصرفيي شنغهاي الأصليين، وهي منظمة تشيانتشوانغ البارزة، عن الاعتراف بالدولارات الفضية الإمبراطورية، وبدأت في حساب أسعار الصرف الأجنبي باستخدام دولار يوان شيكاي. ارتفعت أسعار الفضة خِلال فترة الحرب العالمية الأولى، وانخفضت الصادرات الدولية. وقد أدى هذا إلى نقص في العُملات الفضية الأجنبية (خاصة البيزو المكسيكي)، وسرعان ما حل الدولار يوان شيكاي مَحله باعتباره العُملة التجارية الأساسية داخل الصين. تراجعت الأشكال التقليدية للعُملة مثل التايل والعُملات النقدية النحاسية بسبب أولوية العُملة المعدنية. في عام 1924، وجد تحقيق أجراه بنك شنغهاي أن دولار يوان شيكاي ظَهر باعتباره الشكل الأساسي للعُملة في 47 مدينة من أصل 48 مدينة دُرست؛ وكان الاستثناء الوحيد هو مدينة داليان المُحتلة من قِبل اليابان، حيث سادت عُملات الين وأوراق بنك تشوسن النقدية. اكتسبت الأوراق النقدية القابلة للاستبدال بدولارات يوان شيكاي أهمية كبيرة مع انخفاض استخدام العُملة النحاسية.

## الإنتاج والاستخدام لاحقًا
على الرغم من إن الحكومة القومية أوقفت إنتاج العُملة المعدنية لصالح دولار ميمينتو (وبعد ذلك دولار الجنك)، إلا أن الإنتاج المحلي لدولارات اليوان في المناطق خارج سيطرتها استمر حتى ثلاثينيات وأربعينيات القرن العشرين. في عام 1930، بدأت حكومة مقاطعة أمير الحرب فينج يوشيانج الإنتاج المحلي للدولار بدرجة نقاء 0.73، على الأرجح في لانزهو. وضعت علامة عليها في البداية باسم المقاطعة إلى جانب صورة يوان في عام 1930، ولكن ازيلت هذهِ العلامة لاحقًا للسماح بتداول العُملة المعدنية خارج المقاطعة.
خِلال منتصف ثلاثينيات القرن العشرين، بدأت القوات الشيوعية في جمهورية الصين السوفييتية في إنتاج دولارات يوان شيكاي ذات جَودة رديئة بتواريخ السنة الثالثة إلى جانب دولارات "سيتشوان-شنشي السوفييتية" المُحددة. إن دولارات اليوان شيكاي التي أنتجها الشيوعيون كانت مَصنوعة بِطريقة بدائية للغاية حيث تَبدو مُشابهة بصريًا للتزوير؛ ومع ذلك، على عكس التزوير المعاصر، فإنها تحتوي على نسبة عالية نسبيًا من الفضة تتراوح من 0.70 إلى 0.80.
تخلت الصين فجأة عن مِعيار الفضة في عام 1935. وتداولت كميات كبيرة من العُملة الورقية بدلاً منها، مما أدى إلى توقف الإنتاج الإقليمي للدولار يوان شيكاي. بعد التضخم واسع النطاق خِلال الحرب الصينية اليابانية الثانية وعودة الحرب الأهلية الصينية، دخل اليوان في حالة تضخم مفرط في عامي 1948 و 1949. وأجبر هذا دور سك العُملة في المقاطعات الجنوبية والغربية ذات التوجهات القومية على العودة إلى إنتاج العُملات الفضية. أنتجت دار سك العُملة في كانتون مزيجًا انتقائيًا من عُملات Memento، Junk، ودولارات يوان شيكاي الصادرة في العام التاسع لِعدة أشهر في عام 1949؛ وقد أدى هذا الإنتاج المُتزامن إلى إنتاج كميات كبيرة من العُملات الثلاث خلال هذه الفترة. انتج نوع معين في كانتون عام 1949 وتداول في هاينان قبل معركة جزيرة هاينان.
بالإضافة إلى ذلك، قامت الحكومة القومية بإجراء استفسارات إلى دار سك العُملة الملكية ودار سك العُملة في برمنغهام في المملكة المتحدة لِتكملة إنتاجها من العُملات المعدنية خلال التَضخم المُفرط. قامت دار سك العُملة في برمنغهام بنقش قوالب لعُملات دولارات يوان شيكاي الصادرة في العام الثامن وأنتجت عدة ضربات تجريبية؛ وكلا المثالين المعروفين تضمنا التأريخ 1949 المكتوب على العُملات المعدنية بقلم رصاص. لم يكن مِن الممكن البدء في إنتاج عُملات يوان شيكاي في الخارج قبل انتصار الشيوعيين في الحرب ونفي الحكومة القومية إلى تايوان.

### التبت
من عام 1950 إلى عام 1951، احتلت جمهورية الصين الشعبية التي تأسست حديثًا التبت وضمتها، ووضعت المنطقة تحت إدارة مُستقلة برئاسة الدالاي لاما الرابع عشر. عندما تعاقدت الحكومة الشيوعية مع العُمال لبناء البنية التحتية مثل الطرق، كان الدفع بالعُملة الورقية يُنظر إليه بعين الريبة والرفض من قِبل السكان المحليين. استنفدت الحكومة بسرعة إمداداتها الحالية من الدولارات الفضية، وأنتجت كميات كبيرة من دولارات يوان شيكاي للسنة الثالثة في سيتشوان خِلال الفترة من أوائل إلى منتصف الخمسينيات مِن القرن العشرين. الأرقام المحددة لعدد العُملات التي سُكت هذه المرة غير متوفرة، ومن المُرجح أنها وصلت إلى عشرات أو مئات الملايين. كانت العُملات المعدنية ذات نقاء فضي مرتفع نسبيًا، حيث بلغ نقاء أحد العُملات 0.87.

## جمع
تُعتبر دولارات يوان شيكاي غير مُكلفة نسبيًا مقارنة بالعُملات الفضية الصينية الأخرى نظرًا لسَكُها بكميات كبيرة، مما يجعلها تَحظى بشعبية كبيرة بين هواة جمع العملات. يُطلق هواة جمع العُملات على هذه العملات اسم "دولارات الرجل السمين"، وهو ترجمة خاطئة لاسمها الصيني "دولارات الرأس الكبيرة" (袁大头; Yuán dàtóu). وهي أيضًا من بين العُملات الصينية الأكثر تزويرًا، مع وجود نماذج مزيفة شائعة لجميع التواريخ الأربعة والعديد من الأصناف الرئيسية الأخرى.

## ملحوظات
1. ↑  Not to be confused with another Luigi Giorgi, the chief engraver of the Rome Mint.[8]
2. ↑  1914, 1919, 1920, and 1921, respectively
3. ↑  Produced at نانتشانغ on behalf of the Wuchang mint.[25]
4. ↑  The United States Mint Reports stated mintage figures at Mukden of 10,000,000 in 1926, 7,000,000 in 1927, and 10,000,000 in 1928, but these figures are likely erroneous.[26]

### فهرس
- Dean، Austin (2018). "The Shanghai Mint and U.S.–China Monetary Interactions, 1920–1933". Journal of American-East Asian Relations. ج. 25 ع. 1: 7–32. DOI:10.1163/18765610-02501002. JSTOR:26549228.
- Deng، Kent G. (2009). "Money and Monetary Policy, 1800–1927". في Pong، David (المحرر). Encyclopedia of Modern China. ج. 2. ص. 624–627. ISBN:9780684315683.
- "Giorgi Luigi" (PDF) (بالإيطالية). Italian Numismatic Society. 2024. Archived from the original (PDF) on 2024-09-18.
- Jin، Xu (2021). Empire of Silver: A New Monetary History of China. ترجمة: Mosher، Stacy. New Haven: مطبعة جامعة ييل. DOI:10.2307/j.ctv1dv0vpw. ISBN:978-0-300-25004-6. JSTOR:j.ctv1dv0vpw.
- Kann، Eduard (1953). Illustrated Catalog of Chinese Coins (Gold, Silver, Nickel & Aluminum). Los Angeles: self-published.
- Kuo, Shangmin (2013). "袁大头银币铸成数量考述" [A Study on the Quantity of Big Head Dollar Silver Coins Found]. 中国钱币 [Chinese Numismatics] (بالصينية) (121): 24–30. DOI:10.13850/j.cnki.chinum.2013.02.007.
- Kuroda، Akinobu (2005). "The Collapse of the Chinese Imperial Monetary System". في Sugihara، Kaoru (المحرر). Japan, China, and the Growth of the Asian International Economy, 1850–1949. دار نشر جامعة أكسفورد. ص. 103–126. DOI:10.1093/acprof:oso/9780198292715.001.0001. ISBN:9780198292715.
- Searls، B.J. (4 يناير 2012). "The 'Fatman' Dollar Challenge". Professional Coin Grading Service. مؤرشف من الأصل في 2024-06-15. اطلع عليه بتاريخ 2024-09-27.
- Shih، Kalgan (2009) [1949]. Modern Coins of China (ط. English). Tokyo & New York: Ishi Press.
- Wright، R. N. J. (1978). "The Silver Coinage of China, 1912–1928". The Numismatic Chronicle. ج. 138: 147–175. JSTOR:42666643.
- Wright، R. N. J. (2003). "The Yuan Shih-k'ai Dollar (Y. 329) – A Review". The Numismatic Chronicle. ج. 163: 313–334. JSTOR:42667176.
- Zhang, Xu (2023). "从《国币条例》看袁大头的流通" [The Circulation of 'Big Head Dollar' Coins from the Perspective of the National Currency Ordinance]. 中国档案 [National Archives] (بالصينية). 5: 82–83.
- "Top 25 Most Commonly Counterfeited Chinese Coins". Numismatic Guaranty Company. مؤرشف من الأصل في 2024-10-03. اطلع عليه بتاريخ 2024-09-27.
- "NGC Now Recognizes China (1920) Hainan Dollar Variety". Numismatic Guaranty Company. 2015. مؤرشف من الأصل في 2024-09-18. اطلع عليه بتاريخ 2024-08-25.
- "The Origin of the Yuan Shikai Dollar". Professional Coin Grading Service. 2022. مؤرشف من الأصل في 2022-06-28. اطلع عليه بتاريخ 2024-09-27.